# 北海道歌志内高等学校
北海道歌志内高等学校（ほっかいどう うたしないこうとうがっこう、Hokkaido Utashinai High School）は、かつて北海道歌志内市文珠にあった道立高等学校。全日制普通科。地域の少子化・過疎化の影響を受け、2007年（平成19年）3月をもって閉校した。

## 沿革
- 1949年（昭和24年） - 町立北海道歌志内高等学校開校。
- 1953年（昭和28年） - 道立に移管。
- 1964年（昭和39年） - 全日制7間口（普通科5、商業科2、家庭科1）、定時制2間口（普通科）になる。
- 2005年（平成17年） - 生徒募集停止。
- 2007年（平成19年） - 閉校にともない、卒業証明書等の発行業務は北海道砂川高等学校に移管。

## 校訓
- 「明日に向かって立つ」

## 跡地利用
旧市立歌志内中学校が同校跡地に移転している。なお2021年に旧歌志内小学校と統合し旧中学校の校舎は義務教育学校として歌志内市立歌志内学園になっている。

## 出身者
- 泉谷和美 - 元歌志内市長